# България на Европейското първенство по футбол 1968
Българският отбор достига до четвъртфинал на Евро 1968 и се класира на пето място в Европа. Това е най-големият успех на България на европейско първенство по футбол.

## Квалификации
България е във втора група с Португалия, Швеция и Норвегия. Играе си всеки срещу всеки по 2 мача при разменено гостуване. За победа се дават 2 точки, а за равен мач – една. За четвъртфинала се класира победителят в групата.

### Мачове
| Дата             | Резултат   | Резултат | Резултат   | Инфо |
| ---------------- | ---------- | -------- | ---------- | ---- |
| 13 ноември 1966  | България   | 4 – 2    | Норвегия   | -    |
| 11 юни 1967      | Швеция     | 0 – 2    | България   | -    |
| 29 юни 1967      | Норвегия   | 0 – 0    | България   | -    |
| 12 ноември 1967  | България   | 3 – 0    | Швеция     | -    |
| 26 ноември 1967  | България   | 1 – 0    | Португалия | -    |
| 17 декември 1967 | Португалия | 0 – 0    | България   | -    |

### Класиране в групата
| Отбор      | М | П | Р | З | ГР   | +/- | Точки |
| ---------- | - | - | - | - | ---- | --- | ----- |
| България   | 6 | 4 | 2 | 0 | 10:2 | +8  | 10    |
| Португалия | 6 | 2 | 2 | 2 | 6:6  | 0   | 6     |
| Швеция     | 6 | 2 | 1 | 3 | 9:12 | -3  | 5     |
| Норвегия   | 6 | 1 | 1 | 4 | 9:14 | -3  | 3     |

## Четвъртфинали
Българският отбор играе два четвъртфинални мача с бъдещия шампион Италия при разменено гостуване: първият мач е в София, а вторият в Неапол: 
| Фаза      | Дата          | Резултат | Резултат | Резултат | Инфо |
| --------- | ------------- | -------- | -------- | -------- | ---- |
| 1/4 финал | 6 април 1968  | България | 3 – 2    | Италия   | -    |
| 1/4 финал | 20 април 1968 | Италия   | 2 – 0    | България | -    |

След разменени победи и голова разлика 3-4  България отпада на четвъртфинала на Евро 1968. Класира се на пето място с най-добри показатели сред четирите отпаднали отбора:
1. Италия

2. Югославия

3. Англия

4. СССР

5. България 2 т., 3:4

6. Унгария 2 т., 2:3

7. Франция 1 т., 2:6

8. Испания 0 т., 1:3

Класирането на първите 4 отбора е от финалния турнир, а на вторите четири – според резултатите от четвъртфиналите (точки, голова разлика, отбелязани голове).

## Състав
В отбора на четвъртфиналите играят следните футболисти: 
Вратари: Методи Бончев, Симеон Симеонов.

Защитници: Шаламанов, Гаганелов (капитан), Пенев, Жечев, Иван Димитров.

Полузащитници: Якимов, Бонев.

Нападатели: Попов, Аспарухов, Дерменджиев, Жеков, Котков.

Изписаните с удебелен шрифт играят и в двата мача.

Голмайстори: Котков, Дерменджиев, Жеков; Пенев (автогол).